# Josep Tarrés i Fontan
Josep Tarrés i Fontan (Girona, 1929 - 19 d'abril de 2021) va ser un escriptor, poeta i activista cultural gironí, impulsor de la recuperació del Call de Girona i la mostra Temps de Flors.
Després de passar tres anys a París, on va participar activament en diversos esdeveniments socials i culturals, va tornar a Girona. Sense donar-ho mai a conèixer, féu, durant la dictadura, activisme polític catalanista. Per exemple, ajudà econòmicament i a amagar-se, repetidament, el popular maqui Francesc Sabaté. Activista cultural, fou pioner en la recuperació del patrimoni històric de la ciutat de Girona des del centre Isaac el Cec, que ell regentava, contribuint a la descoberta del call jueu de Girona. Tarrés també va ser un dels principals organitzadors de la primera edició de l'exposició floral, el 1954, juntament amb Maria Cobarsí i Miquel Oliva, entre d'altres. El 1984 va ser guardonat amb el Premi d'Actuació Cívica de la Fundació Carulla. També va presidir l'Associació Jardins Històrics i Paratges Naturals de Girona. El 4 de maig de 2004 l'Ajuntament de Girona li va concedir la distinció de Ciutadania en reconeixement del seu compromís cívic.
Com a escriptor, el 1963 va editar el llibre de poesia popular "Cinc poetes de Girona". El 1994 publica "El llibre del Corpus", editat per la Diputació de Girona, i el 2003, "El poema de Pàsqua". El 2013 va publicar "El pessebre gòtic de Girona", prologat per Carles Puigdemont, del que posteriorment se'n van dramatitzar alguns passatges en un homenatge a Tarrés a la Sala La Planeta.